# Вичапи-Опатовце
Вичапи-Опатовце (слч. Výčapy-Opatovce) насељено је мјесто са административним статусом сеоске општине (слч. obec) у округу Њитра, у Њитранском крају, Словачка Република.

## Становништво
| Година:    | 1994. | 2004.   | 2014.   | 2024.   |
| ---------- | ----- | ------- | ------- | ------- |
| Број људи: | 2151  | 2125    | 2188    | 2137    |
| Разлика:   |       | -1,20 % | +2,96 % | -2,33 % |

| Година:    | 2023. | 2024.   |
| ---------- | ----- | ------- |
| Број људи: | 2153  | 2137    |
| Разлика:   |       | -0,74 % |

Према подацима о броју становника из 2011. године насеље је имало 2.153 становника.